# Sonate K. 332
Pour la sonate de Mozart, voir Sonate pour piano no 12 de Mozart.
La sonate K. 332 (K.280/L..141) en si bémol majeur est une œuvre pour clavier du compositeur italien Domenico Scarlatti.

## Présentation
La sonate K. 332 en si bémol majeur, notée Allegro, forme une paire avec la sonate précédente, de mouvement lent. Chacune est pleine de surprises, bizarreries et de répétitions insistantes ménagées par le compositeur, notamment ici cadences, unissons et modulations très particulières, caractéristiques du style galant. Ce couple achève le huitième recueil du manuscrit de Parme,.

## Manuscrits
Le manuscrit principal est le numéro 7 du volume VII de Venise (1754, I-Vnm, Ms. 9778), copié pour Maria Barbara ; les autres sources manuscrites étant Parme VIII 30 (I-PAc, Ms. AG. 31413) et le numéro 6 du manuscrit Ayerbe de Madrid (E-Mc, ms. 3-1408).

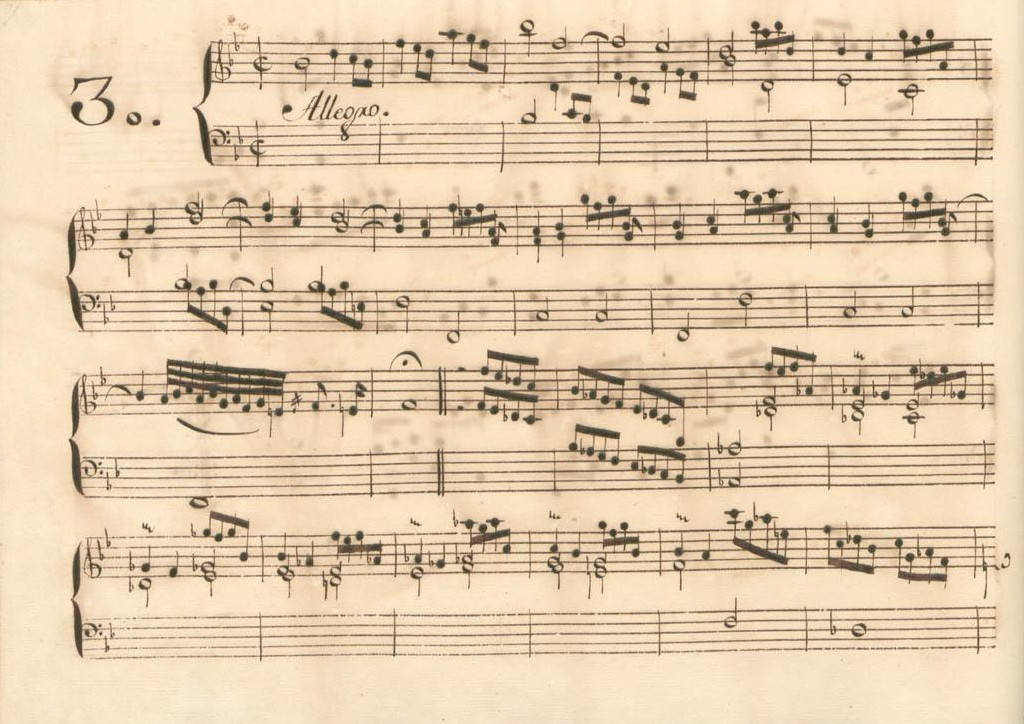
Parme VIII 30.
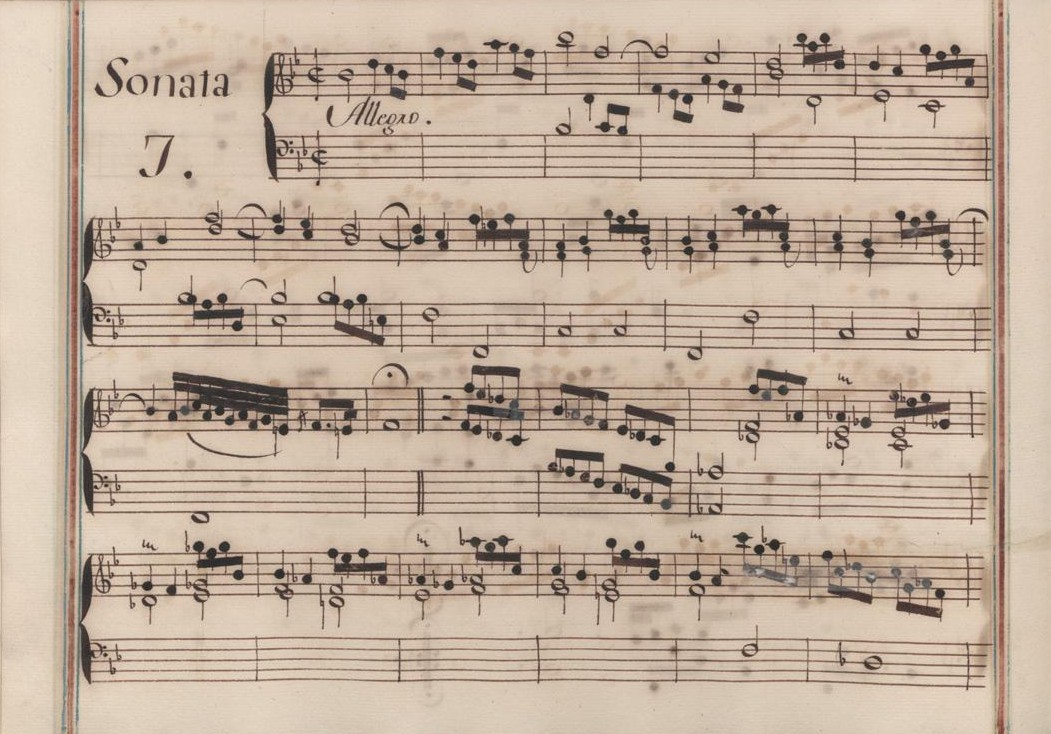
Venise VII 7.
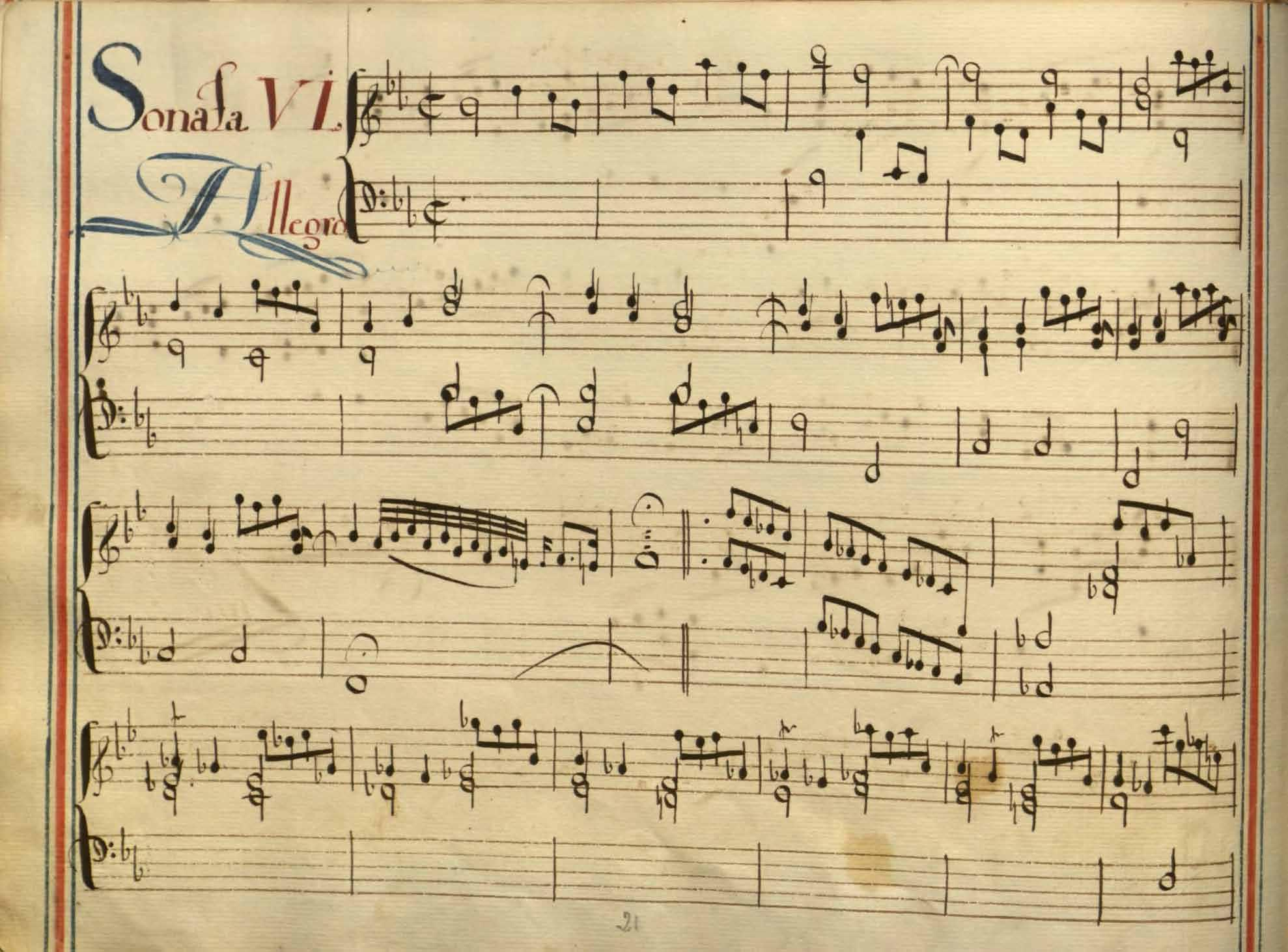
Madrid, 6.

## Interprètes
La sonate K. 332 est interprétée au piano notamment par Carlo Grante (2012, Music & Arts, vol. 3) ; au clavecin, elle est enregistrée par Scott Ross (1985, Erato), Richard Lester (2003, Nimbus, vol. 4) et Pieter-Jan Belder (Brilliant Classics).

## Sources
: document utilisé comme source pour la rédaction de cet article.
- Ralph Kirkpatrick (trad. de l'anglais par Dennis Collins), Domenico Scarlatti, Paris, Lattès, coll. « Musique et Musiciens », 1982 (1re éd. 1953 (en)), 493 p. (OCLC 954954205, BNF 34689181).
- Alain de Chambure, « Domenico Scarlatti : Intégrale des sonates — Scott Ross », p. 211, Erato (2564-62092-2), 1985 (OCLC 891183737) .
- (en) Carlo Grante, « Domenico Scarlatti, intégrale des sonates pour clavier (vol. 3) », p. 24, Music & Arts (CD-1292), 2016 .
- (es) Laura Cuervo Calvo, « El manuscrito Ayerbe : una fuente española de las sonatas de Domenico Scarlatti de mediados del siglo XVIII », Ad Parnassum, Ut Orpheus Edizioni, vol. 13, no 25,‎ avril 2015, p. 1–26 (ISSN 1722-3954, OCLC 1006521868, lire en ligne).